# 久手堅憲次
久手堅 憲次（くでけん けんじ、1932年2月27日 - ）は、日本の経営者。沖縄電力社長、会長を務めた。沖縄県那覇市首里出身。

## 経歴
1954年に東京大学法学部公法学科を卒業。琉球政府での勤務を経て、1968年12月に琉球電力副総裁、1970年に沖縄北方対策庁調整部参事官を歴任し、1972年6月に沖縄電力取締役に就任し、同年8月に常務を経て、1980年6月には沖縄電力社長に就任。1983年6月には沖縄銀行頭取に就任1993年3月に取締役相談役を経て、1998年6月に相談役に就任。